# Athena SWAN
Athena SWAN (Scientific Women's Academic Network) és un sistema i marc d'acreditació qualitatitva establert i gestionat pel Govern del Regne Unit l'any 2005 que reconeix i celebra les bones pràctiques a les institucions d'educació superior i de recerca pel que fa a la igualtat de gènere en termes de representació, progressió i èxit.

## Història
La iniciativa Athena SWAN es va establir el 2005 i els primers premis es van atorgar el 2006. L'objectiu inicial el fomentar i reconèixer el compromís per fer avançar les carreres professionals de les dones a les institucions d'educació superior i recerca en ciència, tecnologia, enginyeria, matemàtiques i medicina (STEMM). L'any 2011, el director mèdic del Regne Unit va obligar els departaments de l'Institut Nacional d'Investigació Sanitària que sol·licitaven finançament a tenir el reconeixement de plata Athena SWAN. Aquest requisit es va eliminar el 2020.
El maig de 2015, la iniciativa es va ampliar per incloure departaments no STEM, com ara arts, humanitats, ciències socials, negocis i dret. A més, es va ampliar per cobrir comunitats addicionals, com ara personal professional i de suport, personal tècnic, així com personal i estudiants transgènere. Els primers reconeixements a departaments universitaris no STEMM es van anunciar l'abril de 2016. L'ampliació reconeixia el treball realitzat per abordar la igualtat de gènere de manera més àmplia, i no només les barreres a la progressió professional de les dones.

## Influència
La iniciativa va tenir un efecte positiu en les carreres professionals de les dones indica un impacte positiu en la diversitat de gènere tant entre els equips directius com els acadèmics no directius, així com entre el nombre d'investigadores principals en grups de recerca.Aquestes millores, però, no van tenir el mateix impacte a totes les disciplines acadèmiques.